# Río Bazágueda
El río Bazágueda es un río portugués, que nace en la sierra da Marvana (Reserva de la sierra de la Malcata), en el municipio de Sabugal. Hace frontera con España desde la confluencia en la margen izquierda del río Torto, hasta la confluencia con el río Erjas junto a las ruinas del castillo de Salvaleón.
La disminución de la cabecera de un afluente del río Erjas (actual trozo inferior del río Bazágueda) llevó a la captura de la parte superior del río y otros ríos de la margen derecha (por ejemplo, los arroyos de Bazaguedinha y Salgueirinho) que drenaban anteriormente a la cuenca hidrográfica del río Cécere a través del Arroyo da Meimoa.

## Afluentes
- Arroyo da Mouca
- Arroyo da Bazaguedinha
- Arroyo do Emboque
- Arroyo da Sardinha
- Arroyo do Vale de Moinhos
- Arroyo do Fagundo
- Arroyo do Vale da Senhora
- Arroyo do Freixal
- Arroyo das Trutas
- Arroyo das Águas de Verão
- Arroyo do Marreco
- Arroyo da Fonte Fria
- Río Torto
- Arroyo das Naves

- Datos: Q11703405